# Wortham (Texas)
Pour les articles homonymes, voir Wortham.
Wortham est une municipalité américaine du comté de Freestone, au Texas. Au recensement de 2010, Wortham comptait 1 703 habitants.

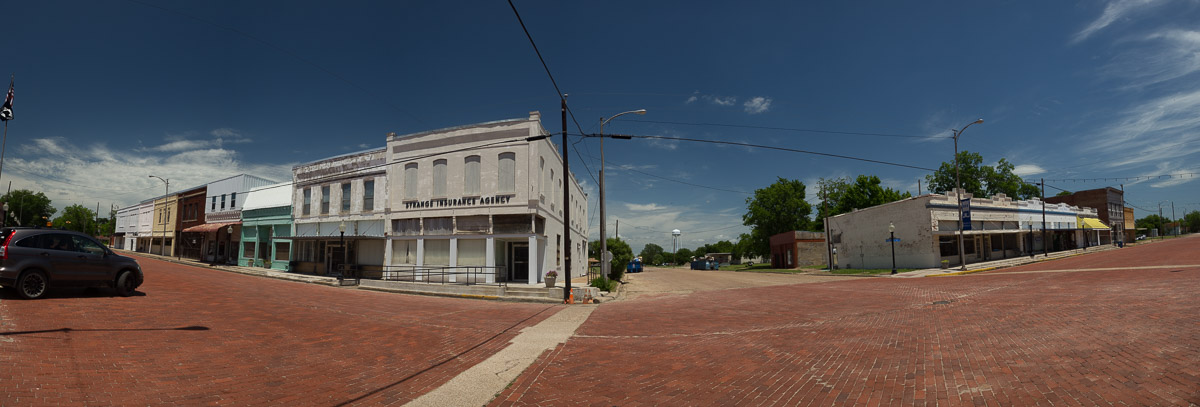
Centre-ville de Wortham